# 1. Internationale Gartenbauausstellung
Die 1. Internationale Gartenbauausstellung war eine mit internationaler Beteiligung durchgeführte Leistungsschau von Gartenbaubetrieben und Landschaftsgärtnern. Sie fand vom 7. bis zum 16. Mai 1887 in Dresden statt.

## Idee und Vorbereitung
Initiatoren der Ausstellung waren die im ersten Drittel des 19. Jahrhunderts in Dresden entstandene Sächsische Gesellschaft für Botanik und Gartenbau Flora, die Gartenbaugesellschaft „Feronia“, und der Gärtnerverein für Dresden und Umgebung. Diese beschlossen im ersten Halbjahr 1886 die Durchführung einer großen Gartenbauausstellung und gründeten zu deren Vorbereitung eine Commission der Internationalen Gartenbau-Ausstellung, welcher ca. 20 Gartenbaufachleute angehörten. Ziel war zum einen die Förderung der einheimischen Gartenkultur, zum anderen die Gewinnung bzw. Erweiterung neuer Absatzmärkte der sächsischen Gärtnereien im Ausland. Mit der Schau sollte eine Konkurrenz zu den im fünfjährigen Abstand organisierten Gartenschauen im belgischen Gent geschaffen und Dresden zu einem neuen Zentrum für Pflanzenzucht und -haltung gemacht werden.
Für die Durchführung der Ausstellung stellte das sächsische Finanzministerium einen Teil des Großen Gartens zur Verfügung. Außerdem bewilligte das Innenministerium 20.000 Mark für die Vorbereitung. Zusätzliche Mittel kamen für die Beschaffung von Ehrenpreisen durch die Dresdner Stadtverwaltung und verschiedene private Spender und Vereine zusammen. Die Planung und Leitung der Vorbereitungsarbeiten übernahmen der Kunst- und Handelsgärtner Traugott Jacob Herrmann Seidel und der Garteningenieur Max Bertram.

## Ausstellungsgelände
Für die 1. Internationale Gartenbauausstellung entstanden auf einer Fläche von ca. 11,2 Hektar insgesamt 26 Pavillons, wobei als Baustoffe meist Holz, Glas und Stoff zum Einsatz kamen. Entgegen den ursprünglichen Planungen betrugen die Kosten dafür statt 24.000 über 45.000 Mark. Das Ausstellungsareal erstreckte sich zwischen der Hauptallee des Großen Gartens, dem Kaitzbach und der Lennéstraße, wo sich auch der Haupteingang befand.
Das Ausstellungsgelände war nach dem Vorbild eines romantischen englischen Landschaftsgartens gestaltet und wurde durch geschwungene Wege erschlossen. Im Mittelpunkt befand sich ein 1000 Quadratmeter großer Teich mit Fontäne. Hinzu kamen zahlreiche Blumenrabatten, Baum- und Sträuchergruppen sowie ein künstlich geschaffener Wasserlauf. Durch aufgeschüttete Hügel, kleine Brücken, künstliche Wasserfälle und exotische Bepflanzungen sollte den Besuchern der Eindruck einer idealen Landschaft vermittelt werden. 
Für die 26 Pavillons kamen verschiedene meist historisierende Stilformen zum Einsatz, was dem damaligen Zeitgeschmack entsprach. Größter Bau war die 88 Meter lange Haupthalle mit kreuzförmigem Grundriss und sechs Türmen. Dabei war das Dach zwischen beiden Haupttürmen als Aussichtsplattform gestaltet. Im Inneren der Halle befanden sich heimische und exotische Kübelpflanzen, Palmen, Azaleen und Rhododendren. Hinzu kamen verschiedene Rosenarten, wobei vor allem die im Jahr 1886 gezüchteten Rosen Souvenir de Victor Hugo und die 5000-Dollar-Rose für Aufsehen sorgten. Büsten und „vaterländische“ Plastiken ergänzten die Pflanzenschau. In den Seitenhallen befanden sich Ausstellungen der Obst- und Gemüsegärtner.
In den kleineren Pavillons gab es verschiedene Spezialkulturen wie Orchideen und Kakteen zu sehen. Eine Halle stand ausschließlich den Dresdner Gartenkulturen zur Verfügung. Hinzu kamen ein Literaturpavillon, ein Schaupavillon für Blumenbinderei, zwei Winterhäuser und der Königspavillon. Besonders der zweistöckige Literaturpavillon im orientalischen Stil und mit persischen Malereien gehörte zu den Attraktionen der Ausstellung. Während im Obergeschoss Lehrbücher und Schriften zum Gartenbau eingesehen werden konnten, befanden sich im Untergeschoss Verkaufs- und Proberäume für Obst- und Beerenweine. Eine Industriehalle präsentierte Gartenmöbel, Vasen, Pflanzschalen und technisches Zubehör für den Gartenbau. 
Für die gastronomische Versorgung der Besucher gab es auf dem Ausstellungsgelände ein eigenes Restaurationsgebäude, in welchem zugleich eine Post- und Telegrafenstation untergebracht war. Hinzu kamen verschiedene über das Areal verteilte Cafés, Kioske und Imbissstände.
Zur Versorgung des Ausstellungsgeländes mit elektrischem Licht befand sich in der Nähe des Haupteingangs eine Maschinenhalle. Die Installation der Beleuchtungsanlage übernahm die Chemnitzer Firma E. Bartsch, die Kraftmaschinen selbst stammten aus Karlsruhe. Durch tausende Lampen konnte das gesamte Areal abends illuminiert werden. Zeitgenössische Beschreibungen lobten vor allem die mehrfarbige „künstliche Sonne“ am Turm der Haupthalle, welche „den Betrachter an die wunderbare Märchenwelt des Orients erinnerte“.

## Durchführung
Die Eröffnung der Ausstellung fand am 7. Mai 1887 im Beisein des sächsischen Königs Albert statt, der zugleich die Schirmherrschaft übernommen hatte. Oberbürgermeister Paul Alfred Stübel hielt dabei die Ansprache. An der Eröffnungsveranstaltung durften nur geladene Ehrengäste, darunter Mitglieder des sächsischen Hofstaates und anderer Fürstenhäuser, ausländische Gesandte und Persönlichkeiten des öffentlichen Lebens teilnehmen. Im Anschluss an die Eröffnungsveranstaltung gab es ein Festessen in der „Großen Wirtschaft“ des Großen Gartens. 
Am Nachmittag durften dann auch die zahlenden Gäste das Gelände betreten. Der Eintritt betrug für Erwachsene 1 Mark, für Kinder 50 Pfennige. Mehrfachbesucher konnten zudem Dauerkarten erwerben. Abends wurde der Eintritt ab 19 Uhr auf 50 Pfennige reduziert. Geöffnet war täglich von 8 bis 22 Uhr. Durch die Bewilligung von 2000 Mark durch die Stadt Dresden konnten zudem Schulklassen die Ausstellung kostenlos besuchen. Zur Bewältigung der Besuchermassen wurden zusätzliche Pferdebahnlinien eingesetzt. Auswärtige Besucher konnten Dresden per Extrazug zu ermäßigten Preisen erreichen.
Während der Ausstellung gab es auf dem Gelände ein umfassendes Rahmenprogramm. So fanden täglich bis zu vier Konzerte im eigens errichteten Musikpavillon statt. Hinzu kamen Vorträge und Fachveranstaltungen für Gartenbauspezialisten und Gewerbetreibende. U. a. gab es einen Kongress des Vereins der deutschen Rosenfreunde sowie eine Versammlung der Koniferenzüchter, die sich hier auf die einheitliche Benennung von Nadelgehölzen einigten. Im Beisein von 60 Garteningenieuren wurde der Verein deutscher Gartenkünstler gegründet, dessen Vereinsstatut von Friedrich Bouché stammte. Tausende Schaulustige zog ein am ersten Sonntag nach der Eröffnung durchgeführtes Treffen von ca. 1000 „Velociped-Fahrern“ des Dresdner Radwettfahrvereins an. Zum Rahmenprogramm gehörten auch die Besuche prominenter Gäste, u. a. des Präsidenten des Deutschen Reichstags und mehrerer Fürstenpaare. Am 12. Mai fand außerdem eine Dampferfahrt auf dem Elbdampfer Pillnitz statt, an der Gartenbauspezialisten aus ganz Deutschland teilnahmen.
Insgesamt nahmen an der 1. Internationalen Gartenbauausstellung über 500 Aussteller teil, wobei 80 Firmen aus Dresden und Umgebung kamen. Die ausländischen Teilnehmer stammten u. a. aus Russland, Belgien, dem Vereinigten Königreich, den Niederlanden und Österreich-Ungarn. 
Wegen des großen Zuspruchs entschieden sich die Veranstalter, die ursprünglich nur bis zum 15. Mai geplante Schau um einen Tag zu verlängern, wobei der Zusatzerlös dem Albertverein für wohltätige Zwecke zur Verfügung gestellt wurde. Insgesamt besuchten schätzungsweise 200.000 Besucher die Gartenbauausstellung. Der Gesamterlös betrug nach Abzug aller Kosten 126.799,50 Mark.

## Preisverleihung
Zur Anerkennung besonderer Leistungen auf dem Gebiet des Gartenbaus wurde während der Ausstellung eine Preisrichterkommission eingesetzt, die in mehrtägigen Beratungen die Verleihung der Ehrenpreise und Medaillen beschloss. Dafür wurden sechs Abteilungen festgelegt:
1. Pflanzen
2. Bindereien, getrocknete Blumen, Trauer-, Zimmer und Tafelschmuck
3. Gemüse, frische und eingelegte Früchte, Obst- und Beerenweine
4. Gartenpläne und Architektur
5. Wintergärten, Gartenbauten und Gerätschaften
6. maschinelle Einrichtungen
Diese waren zusätzlich in Konkurrenzgruppen unterteilt, um eine bessere Vergleichbarkeit zu gewährleisten. Insgesamt wurden allein im Bereich Pflanzen 800 Preise verliehen, was drei Viertel der Gesamtzahl aller Preise entsprach. Hauptsächlich entfielen diese auf verschiedene Zierpflanzenarten wie Palmen, Orchideen, Anthurien, Azaleen und Rosen sowie auf Koniferen und andere Gehölze. 
Höchste vergebene Auszeichnung war die „Große goldene Preismünze“, welche an die Gräflich-Hardenbergsche Gartenverwaltung sowie an Aussteller aus Gent, Hannover und Erfurt verliehen wurde. 

## Ende der Ausstellung
Am 16. Mai 1887 wurde die 1. Internationale Gartenbauausstellung geschlossen. Bereits am Folgetag begann der Abbau mit einer großen Pflanzenversteigerung vor der Haupthalle. Auch die Gebäude selbst wurden versteigert und konnten von den Erwerbern nach ihrem Abbau weiter genutzt werden. Im Anschluss wurde das Ausstellungsgelände wieder in den Ursprungszustand versetzt. Der erwirtschaftete Gewinn der Ausstellung bildete später den Grundstock für die 2. Internationale Gartenbauausstellung in Dresden (1896). Eine dritte derartige Schau gab es im Jahr 1907. 
Anlässlich des 100. Jubiläums der „Flora“ fand im Rahmen der Jahresschau Deutscher Arbeit in Dresden die Jubiläums-Gartenbau-Ausstellung 1926 statt, 10 Jahre später wurde mit der Reichsgartenschau 1936 in der Stadt die kurze Tradition der Reichsgartenschauen begründet.